# 하산 미나지
하산 미나지(영어: Hasan Minhaj, 1985년 9월 23일 ~ )는 미국의 희극인, 작가, 제작자, 배우, 텔레비전 진행자이다. 2019년 타임지에서 세계에서 가장 영향력 있는 100인 중 하나로 선정하였다.

## 출연 작품

### 영화
- 레이디스 나잇 (2017)
- 나를 차버린 스파이 (2018)
- 노 하드 필링스 (2023)
- 헌티드 맨션 (2023)

### 텔레비전
- 못말리는 패밀리 (2013)
- 더 데일리 쇼 (2014-18, 2023) - 본인 (기자)
- 하산 미나즈 쇼: 이런 앵글 (2018-20) - 본인 (진행)
- 더 모닝쇼 (2021)
- 제38회 인디펜던트 스피릿 어워드 (2023) - 본인 (진행)